# Pratoni del Vivaro
Le terme Pratoni del Vivaro désigne à la fois une vallée des monts Albain et un hameau (frazione) situé sur le territoire de la commune de Rocca di Papa, dans la ville métropolitaine de Rome Capitale.

## Territoire
La vallée de Pratoni del Vivaro est délimitée au sud par le Monte Artemisio (939 m), au nord par le  Maschio delle Faete (956 m) et par le Monte Cavo (949 m), les sommets les plus élevés des monts Albain.
Entre 1936 et 1953, un petit lac situé dans la vallée de Pratoni del Vivaro a été asséché. Son nom, Pantano della Doganella (marais de la Doganella), fait référence à sa faible profondeur. On pense qu’il avait été utilisé à l’époque romaine en tant que réserve piscicole.

## Climat
La zone est soumise à une forte différence de températures diurnes et nocturnes dans des conditions anticycloniques. En hiver, on note quelquefois des minima de -10°. Les chutes de neige sont assez fréquentes.

## Histoire
La zone, délimitée par le col de l’Algido, a été depuis toujours, un important carrefour de migrations humaines et a été mentionnée par les historiens Tite-Live et Denys d'Halicarnasse.
L’Algido fut un avant-poste des Èques, alliés des Volsques contre Rome depuis le Ve siècle av. J.-C. L’ancien toponyme résulte très probablement des conditions climatiques particulièrement dures à cet endroit. Tite-Live et Denys d'Halicarnasse, et également Strabon et Ovide ont écrit qu’on y trouvait un petit village nommé Algidum, hypothèse que démentent d'autres historiens.

## Centre équestre
Le Comité olympique national italien a créé en 1959 dans la zone du Vivaro, un centre équestre utilisé pour les Jeux olympiques d'été de 1960. La reine Élisabeth II a visité le centre. Du 12 au 17 septembre 2007, s'y sont déroulés les Championnats d'Europe de concours complet d'équitation.

## Le hameau
Dans la vallée, il y a un petit hameau (frazione) d’une trentaine d’habitants. C’est là que se trouvent l’observatoire astronomique « Franco Fuligni » et la station météorologique « Edmondo Bernacca. »

## Sources
- (it) Cet article est partiellement ou en totalité issu de l’article de Wikipédia en italien intitulé « Pratoni del Vivaro » (voir la liste des auteurs).